# Haute-Égypte

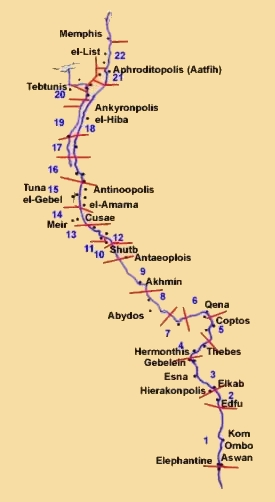
Carte des nomes de Haute-Égypte.

Principaux sites de l'Égypte antique.

La Haute-Égypte (en arabe : صعيد مصر ou الصعيد es-Ṣeʿīd/es-Ṣaʿīd prononciation : [es.sˤe.ˈʕiːd, es.sˤɑ.ˈʕiːd]) est la partie sud de l'actuelle Égypte. Le Nil étant l'axe de préoccupation principal des Égyptiens, c'est donc à lui que fait référence le qualificatif haut, les terres y étant plus élevées que celles du delta.
Le terme moderne « Haute Égypte » et celui de « Moyenne Égypte » — des environs d'Assiout à la pointe du delta — définissent un espace que l'État pharaonique nommait « Haute Égypte » (Ta shémaou), par opposition à la « Basse Égypte » (Ta méhou) — particulièrement marécageuse.
Le Nil prenant sa source en Afrique centrale (dans la région des Grands Lacs) et se jetant dans la mer Méditerranée dans le delta au Nord, le delta, qui est constitué des dépôts alluvionnaires du Nil, est plus « bas », moins élevé que le Sud, quasiment au niveau de la mer. C'est pourquoi la Haute-Égypte correspond à la partie méridionale du pays, de la région d'Aphroditopolis (au sud de Memphis) jusqu'au haut barrage d'Assouan, près de la première cataracte, c'est-à-dire à la frontière nord de la Basse-Nubie.

## Histoire
La Haute-Égypte est, avec la Basse-Égypte, l'une des deux entités territoriales constituant l'Égypte antique. Ces régions sont toutes deux pauvres en matières premières telles que le bois ou le cuivre et l'étain nécessaires à la fabrication du bronze. Cependant, la première est riche en or et contrôle les routes menant à la Nubie via le Nil, au Sahara via la piste d'Abou Ballas et à la mer Rouge via le Ouadi Hammamat qui traverse le désert Arabique. De son côté, la seconde a plus facilement accès aux réseaux d'approvisionnements menant au Levant et par lesquels transitent les matières premières nécessaires aux deux Égypte. Les deux régions sont donc amenées à collaborer.
C'est en Haute-Égypte, et plus précisément dans la ville d'Abydos, qu'est née la monarchie de l'Ancien Empire, première à unifier les deux régions. C'est également de Haute-Égypte, et plus particulièrement de Thèbes, que sont originaires les dynasties qui mettront fin à la Première Période intermédiaire ainsi qu'à la Deuxième Période intermédiaire pour instaurer respectivement le Moyen Empire et le Nouvel Empire. Durant les périodes de stabilité politique, le pouvoir royal a toujours rapidement déplacé sa capitale de la Haute-Égypte vers la Basse-Égypte ou la Moyenne-Égypte : Memphis pendant l'Ancien Empire, Itchtaouy pendant le Moyen Empire, Memphis et Pi-Ramsès pendant le Nouvel Empire.
Le pharaon Akhenaton tente pendant son règne de fixer la capitale royale à Akhetaton, en Moyenne-Égypte, à mi-chemin entre Memphis et Thèbes, mais cette tentative de compromis ne survit pas à son promoteur. Tout au long de son histoire, la Haute-Égypte oscille donc entre une position centrale et une position périphérique.

## Villes de Haute-Égypte

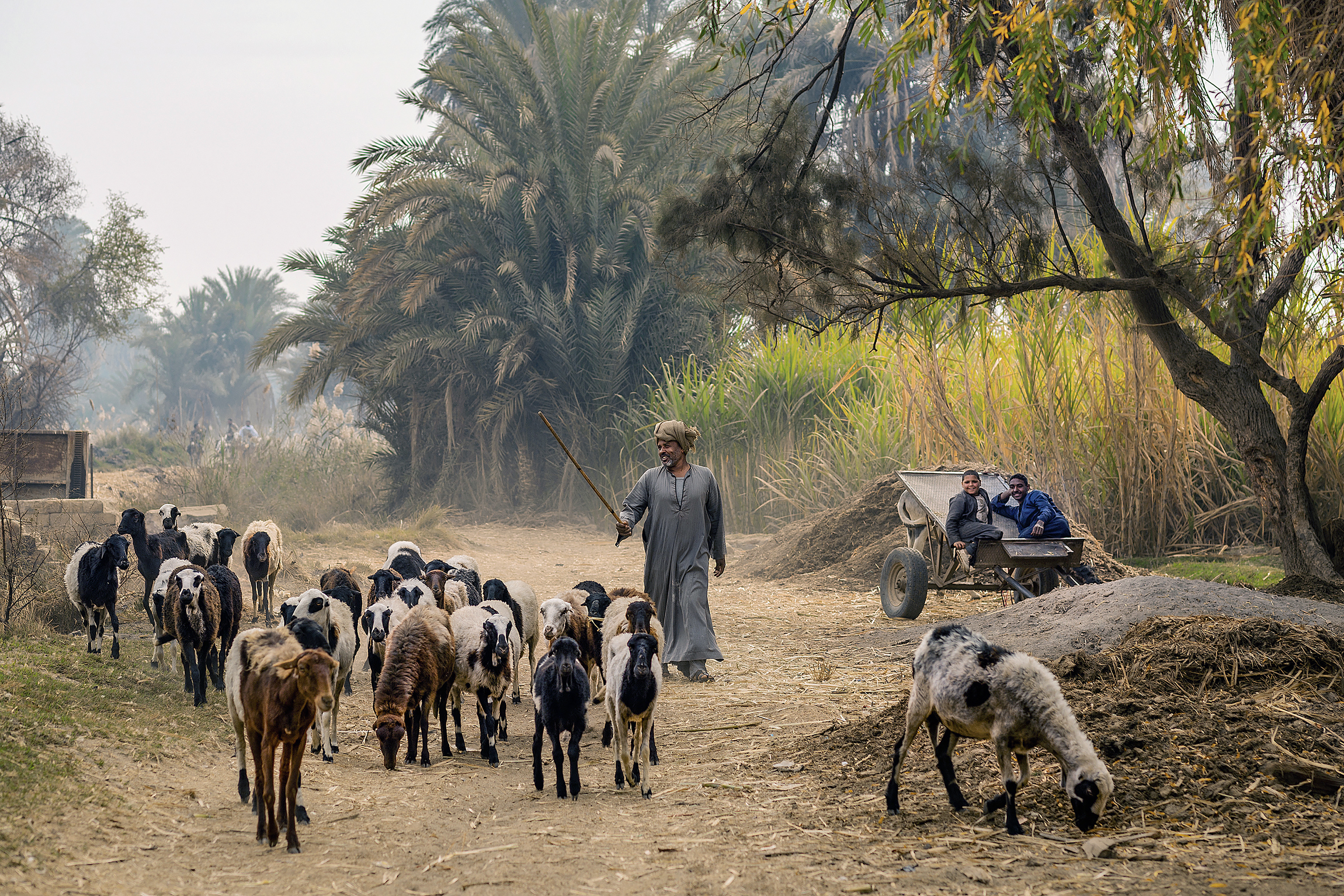
Élevage ovin près d'Edfou.

Villes classées du Nord au Sud.
- Cynopolis
- Abydos
- Coptos
- Thèbes
  - Karnak

- - Louxor
- Esna
- Edfou
- Kôm Ombo
- Assouan
  - Éléphantine
  - Philæ

## Sites archéologiques
- Nécropole thébaine :
  - Vallée des Rois : nécropole des pharaons des XVIIIe, XIXe et XXe dynasties.
  - Vallée des Reines : nécropole des reines à partir de la XIXe dynastie.
  - Vallée des Nobles : nécropole des courtisans du Moyen Empire à la Basse époque.
  - Deir el-Bahari : temples funéraires de Montouhotep II (XIe dynastie), d'Hatchepsout et Thoutmôsis III (XVIIIe dynastie), tombe de Senenmout (XVIIIe dynastie).
  - Deir el-Médineh : temple d'Hathor, grotte-chapelle de Ptah, village et nécropole des artisans.
  - Cheikh Abd el-Gournah : Temple des millions d'années de Séthi Ier (XIXe dynastie), et tombe (TT96) de Sennefer, maire de Thèbes.
  - Ramesséum : temple des millions d'années de Ramsès II (XIXe dynastie).
  - Médinet Habou : Temple des millions d'années de Ramsès III (XXe dynastie) et temple d'Amon (XVIIIe dynastie).
  - Kom el-Hettan : Temple des millions d'années d'Amenhotep III (XVIIIe dynastie), colosses de Memnon.
  - Malqata : palais d'Amenhotep III (XVIIIe dynastie).
- Thèbes :
  - Karnak : enceinte d'Amon-Rê, temples de Mout, de Khonsou, de Montou, de Ptah, chapelles et catacombes d'Osiris.
  - Louxor : temple d'Amon-Min.
- Kôm Ombo : Temple de Sobek et Haroëris.
- Philæ :
  - Temple d'Isis.